# Tyche (planet)
Tyche (udtales ['tʰy:k(ʰ)ə], dvs. /'ty:kə/ på dansk, ['tʰɑɪkʰi:] på engelsk og [ti'ke] på fransk) er det midlertidige navn, der er givet til en hypotetisk gasplanet, der ifølge teorien om planetens eksistens menes at befinde sig i den ydre del af Oortskyen.
Den mulige eksistens af en stor gasplanet bestående af brint og helium i Oortskyen har været drøftet i en periode, og der er derfor ved hjælp af den amerikanske rumfartsorganisation NASA's WISE teleskop i 2010 indsamlet data fra det område af Oortskyen, hvor den mulige planet forventes at befinde sig. I februar 2011 blev der i pressen angivet, at de to astrofysikere John Matese og Daniel Whitmire fra University of Louisiana i Lafayette er af den opfattelse, at de relevante data til dokumentation for planetens eksistens er opsamlet. Den anslåede kredsløb for det mulige himmellegeme er af de to forskere beregnet til at være ca. 375 gange større end dværgplaneten Plutos kredsløb, svarende til 15.000 astronomiske enheder (AE). Det antages, at Tyches masse kan være op til fire gange Jupiters masse og at overfladetemperaturen er på -73 °C. Eksistensen af planeten Tyche vil blive efterprøvet i løbet af 2011 på grundlag af de indsamlede data, men NASA forventer først, at en eventuel eksistens vil kunne blive påvist efter modtagelsen og gennemgangen af yderligere data fra WISE teleskopet, der blev frigivet i marts 2012.
Teorien om eksistensen af en større gasplanet i den ydre del af Oortskyen er ikke universielt anerkendt, og en række forskere har rejst tvivl om teorien.
Efter analyse af de indsamlede data fra WISE teleskopet meddelte NASA den 7. marts 2014, at det ikke havde været muligt at bekræfte eksistensen af nogen planet, der minder om Tyche eller andre tilsvarende hypotetiske planeter. Offentliggørelsen af opdagelsen af den mulige dværgplanet 2012 VP113 med et kredsløb mellem 80 og 446 AE har dog givet ny næring til spekulationer om et eller flere større objekter i Oortskyen.
Navnet Tyche er hentet fra den græske mytologi, hvor gudinden Tyche vogtede held, velstand og skæbne. Tyche var den gode søster til den onde Nemesis, der har givet navn til den hypotetiske stjerne Nemesis, der ifølge en teori skulle være Solens dobbeltstjerne. 

## Eksterne links
- John J. Mateses hjemmeside med beskrivelse af indikationerne for Tyches eksistens